# Amimenus mojiensis
Amimenus mojiensis  (лат.) — вид цикадок из подсемейства Deltocephalinae. Единственный представитель рода Amimenus.

## Описание
Цикадки длиной 6,3—6,7 мм. Умеренно стройные, с тупоугольно-закругленно выступающей вперёд головой, переход лица в темя сглаженный. На белёсом фоне передних крыльев имеется буро-мраморный рисунок. Жилки рыжеватые. 

## Распространение
Вид встречается в Японии, Корее и Приморском крае.